# 1832 v botanice
Tento článek uvádí nejvýznamnější události roku 1832 v botanice.

## Popsané druhy
- Mammillaria crucigera Mart. 1832 – kaktus z čeledi kaktusovité (Cactaceae)